# Junior Salomon
Junior Salomon (* 8. April 1986 in Amassama, Bayelsa) ist ein in Nigeria geborener beninischer Fußballspieler.

## Karriere

### Verein
Salomon begann seine Karriere in Nigeria für den Racing FC Akure. 2006 verließ er aufgrund seines Studiums an der Université Nationale du Bénin den Verein. Im Sommer 2009 schloss er dann sein Studium ab und startete im November 2009 bei ASPAC Cotonou seine Profi-Karriere.
Im Dezember 2011 verließ Salomon seine Heimat und kehrte ASPAC den Rücken. Er versucht gemeinsam mit seinem Nationalmannschaftskollegen und ehemaligen ASPAC Vereinskameraden William Dassagaté sein Glück bei ASEC Mimosas. Im November 2012 kehrte er der Elfenbeinküste den Rücken und unterschrieb in seiner Heimat mit Union Sportive de Sèmè-Kraké. Nach fünf Monaten bei USS Krake, wechselte nach Nigeria. Dort unterschrieb er am 29. April 2013 mit Bayelsa United.

### Nationalmannschaft
Für die Nationalmannschaft des Benin nahm er an der Fußball-Afrikameisterschaft 2010 teil. Er kam bislang zu vier offiziellen Länderspielen für sein Heimatland. Im November 2011 nahm er am UEMOA Tournament teil.